# Bruncvík

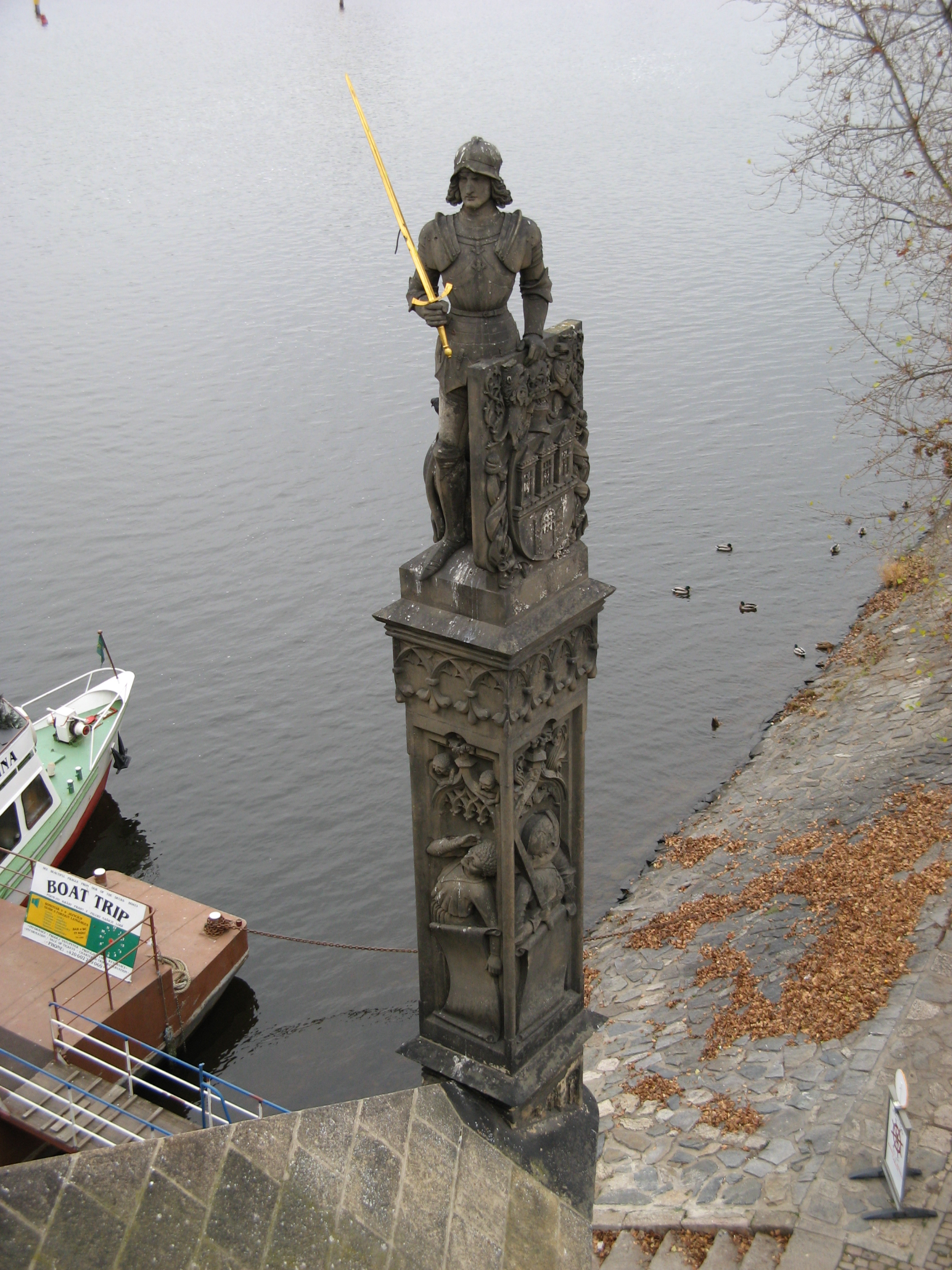
Le chevalier Bruncvík sur la crête du pilier du pont Charles au bord de l'île Kampa.

Bruncvík (également connu sous le nom de Brunclík) est un personnage des mythes tchèques dont la statue se trouve sur le pont Charles à Prague. Cette légende tchèque est probablement une modification de la légende du duc saxon et bavarois Henri le Lion (1129/1131-1195) de Brunswick (en allemand : Braunschweig, en bas allemand : Brunswiek).

## Légendes

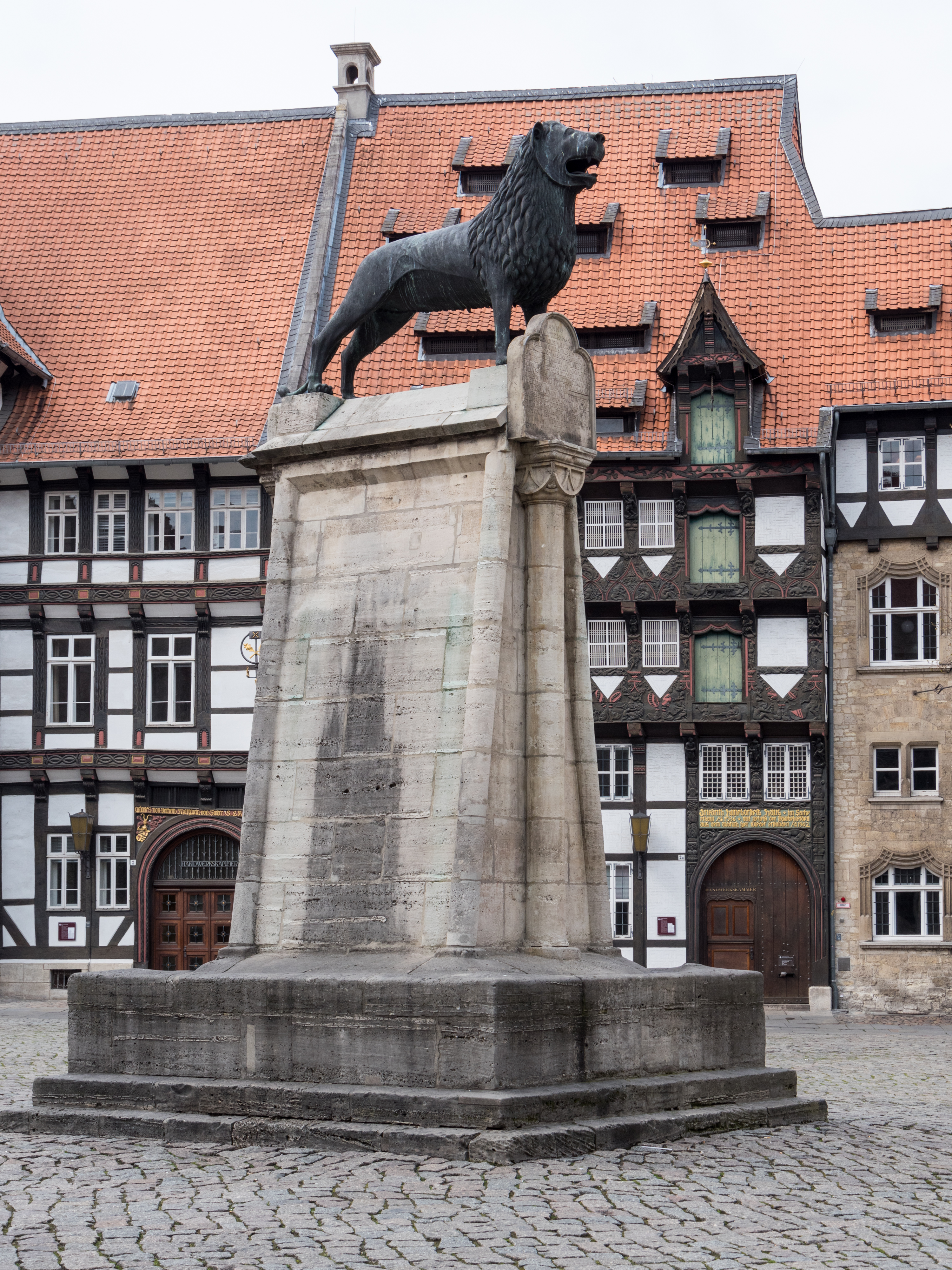
La statue du lion de Brunswick, une copie à la place de la statue originale dans la cour de Brunswick.

Selon la légende, Brunzvík était le fils du prince de Bohême Žibřid (selon une autre version, le prince Štylfryd), qui avait conquis l'emblème d'aigle pour le pays. Bruncvík gouverna avec sagesse et justice et décida d'obtenir de meilleures armoiries. Il partit donc avec une grande suite à travers le monde, où il vécut diverses aventures et combattit toutes sortes d'animaux et de monstres exotiques. Il a notamment sauvé la vie d'un lion en tuant un terrible dragon, et pour cette bravoure, il a reçu le lion dans l'emblème de Bohême. Il s'agit probablement d'une modification tchèque des histoires de Sinbad le marin ou d'Ulysse.
La légende veut que Bruncvík ait acquis une épée miraculeuse dans le château du roi Olibrius, qui décapiterait tous les ennemis à la demande. L'épée a été perdue après la mort de Bruncvík, selon certaines versions elle a été maçonnée dans un pilier de pont, selon d'autres elle a été jetée dans la rivière Vltava, d'autres légendes la relient aux chevaliers de Blaník (cs) en disant qu'elle apparaîtra quand les Tchèques seront au plus mal. La légende de Přemysl Ottokar II (1230-1278) est également liée à l'épée de Bruncvík, selon laquelle le roi, après sa victoire sur le roi de Hongrie, aurait jeté son épée dans la rivière Vltava devant les citoyens pragois en liesse. Lorsque les Tchèques étaient au plus mal, l'épée était ramenée à la surface par une pique, et celui qui s'en emparait devenait roi et, avec son aide, allait de victoire en victoire. Il existe en fait une suggestion selon laquelle une variante du nom de Bruncvík, Brunclík, pourrait provenir de la forme allemande du nom Přemysl - Prunzel.
La célébrité de la statue de lion sur la place du château (Burgplatz) à Brunšvik en Basse-Saxe est peut-être à l'origine de la légende tchèque de Bruncvík et du lion (Brunšvik, en vieux haut allemand : Bruneczwig - Bruncvík). Dans le Brunswick bas-saxon, dont le nom allemand était d'abord Brunesguik, plus tard Brunswiek, de 16. Braunschweig, se dresse une sculpture monumentale romane en bronze d'un lion datant de 1166, commandée et financée par le duc Henri le Lion pour représenter son pouvoir. Selon la légende, Henri rencontra un lion combattant un dragon lors de son voyage à Jérusalem et se rangea du côté du lion. Le lion a ensuite accompagné son sauveteur jusqu'à la fin de sa vie. La légende était populaire en Allemagne, aux Pays-Bas, au Danemark et en Suède, et dans des versions modifiées en République tchèque, en Hongrie et en Russie. Cependant, cette légende n'est pas non plus originale, mais provient de la légende d'Yvain, élaborée pour la première fois par le poète français Chrétien de Troyes dans le roman chevaleresque à thème arthurien Yvain ou le Chevalier au lion.

## Pilier avec statue sur le pont Charles

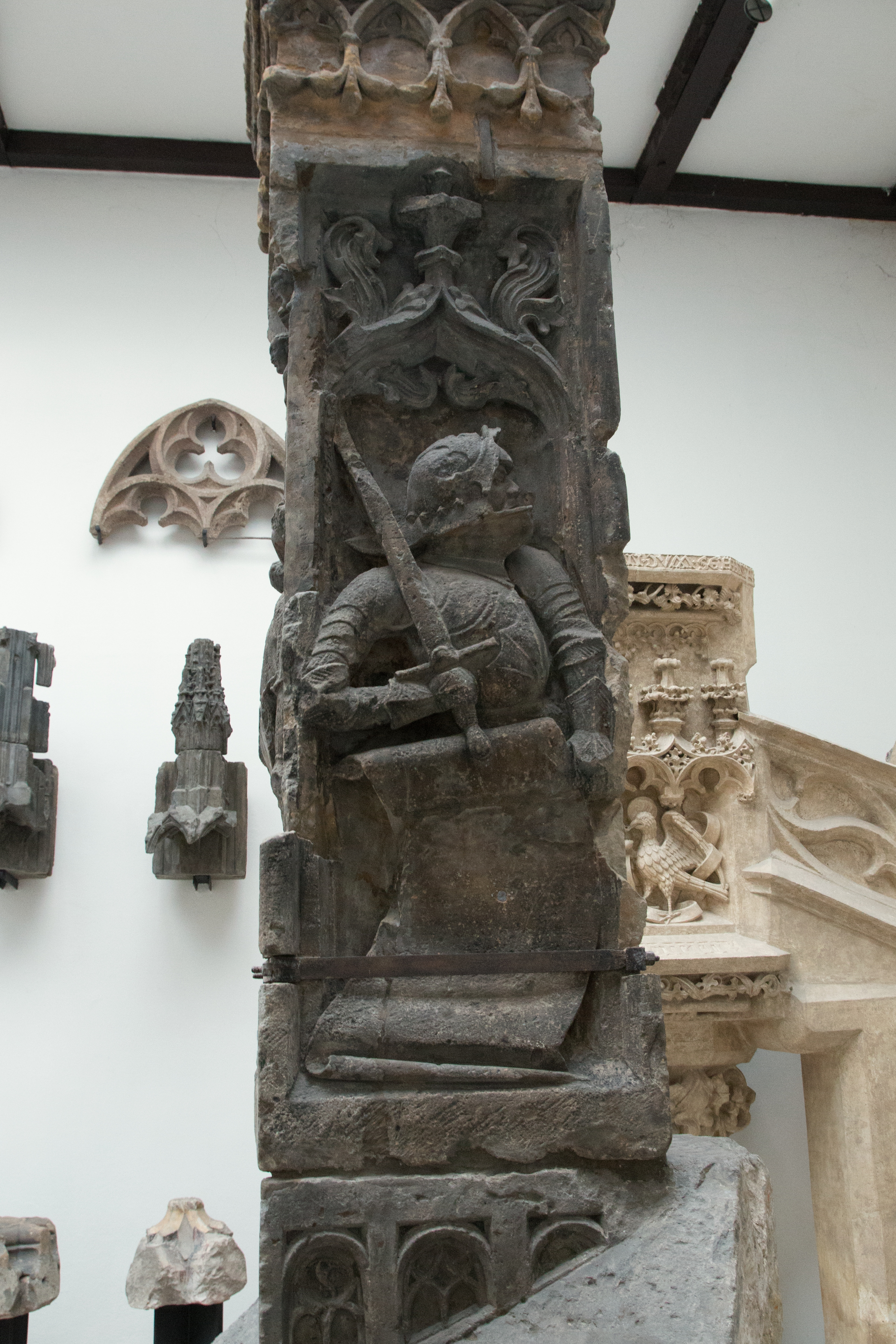
Torse (piédestal) dans le Lapidarium de Prague.

Les historiens considèrent que la statue du chevalier sur le pilier du pont Charles est la colonne du chevalier Roland, qui est un symbole du privilège urbain. Le professeur Maxmilian Millauer a suggéré que les colonnes dites de Roland, communes dans les villes hanséatiques, dont certaines sous influence Saxonne, pourraient tirer leur nom des rouleaux (Rullen) symbolisant la loi ou du nom Rugeland, c'est-à-dire le lieu où se tenait le tribunal. La version actuelle de la statue, dans laquelle le chevalier est un jeune homme imberbe tirant une épée, a été créée par le sculpteur Ludvík Šimek (cs) aux frais de la municipalité de Prague en 1886. La forme originale ne peut être jugée qu'à partir de la miniature en albâtre, dans laquelle le chevalier est un homme barbu s'appuyant sur une épée. Pendant la guerre de Trente Ans, la partie supérieure de la statue fut détruite lors des combats avec les Suédois. La partie inférieure de la statue originale (à partir de la taille) avec le bouclier, le lion, la biche et la base quadrilatérale avec des reliefs a été installée en 1905 dans le Lapidarium de Prague au Výstaviště à Prague - Bubenč. Il s'agit d'une œuvre gothique tardive d'un sculpteur pragois non identifié datant de 1500-1504.